# Piwniczne (obwód doniecki)
Piwniczne (ukr. Північне, do 2016 Kirowe, ukr. Кірове) – osiedle typu miejskiego na Ukrainie, w obwodzie doneickim, w rejonie bachmuckim, w hromadzie Torećk. W 2001 liczyło 11 747 mieszkańców, spośród których 985 wskazało jako ojczysty język ukraiński, 10 733 rosyjski, 1 węgierski, 1 bułgarski, 6 białoruski, 9 ormiański, 1 gagauski, 1 polski, 6 inny, a 4 osoby się nie zadeklarowały.